# I. e. 285
Évszázadok: i. e. 4. század – i. e. 3. század – i. e. 2. század
Évtizedek: i. e. 330-as évek – i. e. 320-as évek – i. e. 310-es évek – i. e. 300-as évek – i. e. 290-es évek – i. e. 280-as évek – i. e. 270-es évek – i. e. 260-as évek – i. e. 250-es évek – i. e. 240-es évek – i. e. 230-as évek
Évek: i. e. 290 – i. e. 289 – i. e. 288 – i. e. 287 –  i. e. 286 – i. e. 285 – i. e. 284 – i. e. 283 – i. e. 282 – i. e. 281 – i. e. 280

## Események

### Hellenisztikus birodalmak
- I. Ptolemaiosz, Egyiptom uralkodója maga mellé veszi uralkodótársul fiát, II. Ptolemaiosz Philadelphoszt. Legidősebb fia, Ptolemaiosz Keraunosz Lüszimakhosz udvarába menekül.
- Lüszimakhosz kiűzi Makedóniából ottani uralkodótársát, Pürrhoszt.

### Róma
- Caius Claudius Caninát és Marcus Aemilius Lepidust választják consulnak. Appius Claudius Caecust dictatornak nevezik ki.

### Kína
- Csi állam növekvő hatalma aggodalmat vált ki a környező országokban. Vej, Csin, Csao, Han és Jan államok szövetséget kötnek ellene.

## Halálozások
- Dikaiarkhosz, görög filozófus, történetíró

## Fordítás
- Ez a szócikk részben vagy egészben  a(z)   285 BC című angol Wikipédia-szócikk ezen változatának fordításán alapul.  Az eredeti cikk szerkesztőit annak laptörténete sorolja fel. Ez a jelzés csupán a megfogalmazás eredetét és a szerzői jogokat jelzi, nem szolgál a cikkben szereplő információk forrásmegjelöléseként.